# Свиссотель Резорт Сочи Камелия
«Свѝссоте́ль Резо́рт Со́чи Каме́лия» — пятизвёздочный отель сети Accor, расположенный в Хостинском районе города Сочи. Имеет 203 номера, в том числе 19 «люксов» и инфраструктурные объекты для отдыха. Открыт в 2014 году, перед началом ХХII Зимних Олимпийских игр в Сочи. Один из корпусов отеля — историческое здание гостиницы «Интурист».

## Описание
Отель построен на территории биосферного парка, оставшегося нетронутым после реконструкции. Главная лестница центрального корпуса отеля ведёт к Курортному проспекту — одной из главных улиц Сочи. Обратная сторона здания обращена к морю. На территории отеля — открытый подогреваемый круглый год бассейн, парк, детские площадки, детская комната, песчаный пляж, рестораны и бары. На седьмом этаже — ресторан паназиатской кухни «БАО», принадлежащий холдингу «Ginza project». Интерьеры общих зон отеля разрабатывались компанией Alex Kravetz Design.

## История
В 1935 году по проекту архитектора Анатолия Самойлова был построен санаторий «Наука», позже он вошёл в состав советской туристической компании «Интурист». В октябре 1969 года в гостинице «Интурист» прошла 19-я международная Пагуошская конференция, в которой участвовало более 150 учёных и политологов, выступающих за мир, разоружение и международную безопасность, за предотвращение мировой термоядерной войны и научное сотрудничество. В 1970 году на территории парка построили новый 11-ти этажный корпус пансионата «Камелия», расположенный рядом с главным зданием «Интуриста». Во время Перестройки отель переживал кризис. Отсутствие финансирования, ремонтов и инженерной поддержки сказались отрицательно на внешнем и внутреннем облике отеля. В 2002 году постройка была внесена в реестр историко-архитектурных памятников местного значения
В 2006 году Проектно-творческая архитектурная мастерская Виссарионова предложила первый проект реконструкции санатория «Интурист» и пансионата «Камелия», на их территории предполагалось построить элитный жилой комплекс и пятизвёздочный отель. Проект не был воплощён из-за кризиса и отрицательного отношения жителей к высотному строению рядом с побережьем. 6 октября 2010 года на Градостроительном совете был рассмотрен новый проект реконструкции санатория, разработанный мастерской А. В. Гинзбурга. Реконструкция комплекса началась в ноябре 2011 года. Проект реализовала компания «Галс-Девелопмент», входящая в группу ВТБ. Генеральный проектировщик — ООО «Гинзбург и Архитекторы», генеральный подрядчик — АО «Путеви» Ужице. Курортный комплекс восстановили за 27 месяцев, в рамках проекта воссоздали здание бывшего санатория «Наука», фасад которого исполнен в стиле ар-деко. Открытие обновленного курорта, получившего название «Swissôtel Resort Сочи Камелия» состоялось 4 февраля 2014 года, накануне XXII Зимних Олимпийских игр.

## Критика реконструкции
По мнению Натальи Захаровой, автора Электронного периодического издания «Архитектура Сочи», реставрация привела к изменению внешнего облика здания:
«…реализация проекта компании „Галс-девелопмент“ в Сочи привело к исчезновению комплекса санатория „Наука“, построенного по проекту архитектора А. В. Самойлова. Исторические здания были полностью разрушены, а в новых конструкциях воссоздан только главный корпус в окружении новых блоков современной архитектуры как „Swissotel Resort Сочи Камелия“.»

## Знаменитые гости
- Сборные СССР по хоккею, по легкой атлетике, по баскетболу.
- Во время чемпионата мира по футболу 2018 отель принимал Сборную Бразилии[5]
- Премьер-министр Турции Реджеп Тайип Эрдоган
- Президент Палестины Махмуд Аббас
- Маэстро Юрий Башмет
- Актёры Константин Хабенский и Евгений Стычкин
- Певец Ленни Кравитц
- Президент Уганды Йовери Мусавени
- Президент Анголы Жуа́н Мануэ́л Гонса́лвеш Лоре́нсу
- Президент ЦАР Фостен-Арканж Туадера
- Президент Сенегала Маки Саль
- Президент Кот-д’Ивуара Алассан-Драман Уаттара
- Президент Ливии Фаиз Сарадж
- Многократный олимпийский чемпион по спортивной гимнастике Алексей Немов
- Вратарь Манчестер Юнайтед и сборной Дании Петер Шмейхель
- Сборные команды по футболу Бразилии и России
- Артисты Савелий Крамаров, Вячеслав Тихонов, Игорь Корнелюк, Крис Кельми, Галина Волчек, Алексей Гуськов, Александр Панкратов-Черный, Валентин Гафт, Марина Неелова, Екатерина Семенова, Олег Янковский, Сергей Михалков, Юрий Левитан
- Кристиан Барнард — южноафриканский кардиохирург, выполнивший выполнил первую в мире пересадку сердца от человека человеку
- Уильям Саймон, 63-й министр финансов США
- Кэтрин Грэм, хозяйка «Вашингтон Пост» и Эрл Уоррен, 14-й председатель Верховного суда США

## Советские фильмы, кадры из которых сняты на территории «Интуриста»
- # «Волкодав», 1991 год
- # «Тюремный романс», 1993 год
- # «Будьте моим мужем», 1981 год[источник не указан 1215 дней][значимость факта?]

## Награды
- Один из 10 лучших отелей России по версии Tripadvisor Travelller’s Choice 2019[6]
- Один из 3 лучших отелей класса люкс в России по версии Tripadvisor Travelller’s Choice 2019[7]
- Один из 3 лучших отелей с лучшим сервисом в России по версии Tripadvisor Travelller’s Choice 2019[6]
- Премия 2019 World Luxury Hotel Awards в номинации «Лучший семейный пляжный курорт в России»[8]
- Премия 2019 World Luxury Spa Awards в номинации «Лучший wellness-спа»[9]
- Премия 2019 World Travel Awards в номинации «Лучший пляжный курорт класса люкс в России»[10]